# Nery Brenes
Nery Antonio Brenes Cárdenas (Limón, 25 de setembro de 1985) é um atleta costarricense especializado em provas de velocidade e mais concretamente na prova de 400 metros rasos, pela qual é campeão panamericano.